# Créativité et trouble psychique
De nombreuses études ont démontré des corrélations entre les activités de création et les troubles psychiques, y compris le trouble bipolaire et la schizophrénie.

## Histoire
L'association entre trouble bipolaire et créativité est apparue pour la première fois en littérature dans les années 1970, mais l'idée d'un lien entre la “folie” et le “génie” est bien plus ancienne, et remonte au moins à l'époque d'Aristote. Les grecs anciens croyaient que la créativité venait des dieux, et en particulier des Muses, les personnifications mythiques des arts et des sciences, ainsi que les neuf filles de Zeus, le roi des dieux. L'idée qu'une œuvre d'art entière puisse être produite inconsciemment ou sans effort a été renforcée lors de la période romantique,. Il a été avancé qu'il existerait un lien particulier entre la créativité et le trouble bipolaire, alors que le trouble dépressif majeur semblerait être plus commun chez les dramaturges, romanciers, biographes, et artistes.

## Études
Une étude par le psychologue J. Philippe Rushton a démontré que la créativité corrélait avec l'intelligence et le psychoticisme (en). Une autre étude a démontré que la créativité était plus importante chez l'individu atteint de trouble de la personnalité schizotypique que chez un individu normal ou atteint de schizophrénie. Tandis que penser de façon divergente a été associé à l'activation bilatérale du cortex préfrontal, il s'est avéré que les individus schizotypiques ont une plus grande activation de leur cortex préfrontal droit. Cette étude émet l'hypothèse que de tels individus sont plus à même d'accéder aux deux hémisphères, ce qui leur permettrait de faire des associations originales plus rapidement. Conformément à cette hypothèse, l'ambidextrie est également associée aux individus schizotypiques et schizophrènes. Trois études récentes de Mark Batey et Adrian Furnham ont démontré les relations entre la personnalité schizotypique, et la personnalité hypomaniaque ainsi que plusieurs différentes mesures de créativité.
Des liens particulièrement forts ont été identifiés entre la créativité et les troubles de l'humeur, particulièrement les troubles maniaco-dépressifs (aussi connus sous le nom de troubles bipolaires). Dans Touched with Fire: Manic-Depressive Illness and the Artistic Temperament (littéralement Touché par le feu : la maladie maniaco-dépressive et le tempérament artistique), Kay Redfield Jamison regroupe les études sur les troubles de l'humeur chez les écrivains, poètes et artistes. Elle approfondit également la recherche qui identifie des troubles de l'humeur chez des auteurs et artistes célèbres comme Ernest Hemingway (lequel s'est donné la mort après électroconvulsivothérapie), Virginia Woolf (laquelle s'est suicidée par noyade car ayant la certitude de « devenir folle »), le compositeur Robert Schumann (lequel est mort dans un hôpital psychiatrique) ou encore Michel-Ange.
Une étude concernant 300 000 personnes atteintes de schizophrénie, trouble bipolaire ou dépression unipolaire, ainsi que leurs proches, a trouvé une sur-représentation dans les professions créatives pour ceux atteints de trouble bipolaire, aussi bien que pour les frères et sœurs non diagnostiqués de ces individus. Il n'y a pas eu de sur-représentation globale, sauf une sur-représentation pour les occupations artistiques parmi ceux diagnostiqués de schizophrénie. Il n'y a eu aucune association pour ceux atteints de dépression unipolaire ou leurs proches.
Une autre étude concernant plus d'un million d'individus, menée par des chercheurs suédois à l'institut Karolinska, a reporté un certain nombre de corrélations entre les occupations créatives et les troubles psychiques. Les écrivains avaient un plus grand risque d'être atteints d'anxiété et de troubles bipolaires, de schizophrénie, de dépression unipolaire et d'abus de substances, et avaient presque deux fois plus de risques que le grand public de se suicider. Les danseurs ainsi que les photographes avaient également plus tendance à avoir un trouble bipolaire.
Cependant, le Journal of Psychiatric Research reporte qu'au sein d'un groupe, ceux exerçant des professions créatives n'étaient pas plus susceptibles d'être atteints de troubles phsychiatriques que les autres, bien qu'ils aient plus de chances d'avoir un proche atteint d'un trouble, y compris d'anorexie et, dans une certaine mesure, d'autisme.
La recherche dans ce domaine consiste d'habitude à la comparaison transversale d'ensemble de données. L'une des rares exceptions est une étude économique sur le bien-être et la production créative des trois compositeurs Mozart, Beethoven et Liszt, étendue sur toute leur vie. Les indicateurs émotionnels sont tirés des lettres écrites par les trois musiciens, et les résultats indiquent que les émotions négatives ont eu un impact sur la production créative des artistes étudiés.
Selon le psychologue Robert Epstein, la créativité peut être bloquée par le stress.
Analyse génétique
Une étude des gènes prédisposant à la schizophrénie, impliqués dans des périodes pendant lesquelles des changements évolutifs précis a été réalisée [sens de la phrase ?]. Les changements évolutifs suspectés s'étalent sur des périodes de développement de groupes sociaux de grande taille avec une communication et un fonctionnement social complexe, et mettent en avant une sélection positive de certains gènes liés au développement de comportements schizotypiques.
Les gènes en question concernent la créativité, l'ouverture aux expériences nouvelles, la pensée divergente, et seraient impliqués dans la sélection sexuelle, la résolution de problèmes ainsi que les talents artistiques et artisanaux.

## Humeur positive
Une recherche sur l'humeur et la créativité révèle que les individus sont plus créatifs lorsqu'ils sont de bonne humeur,, et que les troubles psychiques tels que la dépression ou la schizophrénie réduisent en fait la créativité,. Les individus ayant travaillé dans un domaine des arts à travers l'histoire ont connu des problèmes de pauvreté, persécution, aliénation sociale, traumatisme psychologique, abus de substances, stress excessif et autres facteurs environnementaux de la sorte qui sont associés au développement et peut-être à la création des troubles psychiques. Il est donc probable que, lorsque la créativité elle-même est associée à la bonne humeur, au bonheur, et à la santé mentale, poursuivre une carrière dans le domaine des arts puisse confronter l'individu à des problèmes liés à un environnement stressant et au faible revenu. D'autres facteurs tels que le stéréotype qui depuis des siècles prétend que la souffrance de “l'artiste fou” aide à renforcer et alimenter le lien en introduisant des attentes sur la manière dont un artiste devrait se comporter, ou possiblement en rendant le domaine plus attirant pour ceux avec des troubles psychiques [sens de la phrase ?].

## Schizophrénie
Les personnes atteintes de schizophrénie vivent avec des symptômes positifs, négatifs et cognitifs. Les symptômes positifs (comportements psychotiques qui ne sont pas présents chez les personnes en bonne santé) comprennent les hallucinations, les délires, les troubles de la pensée et les troubles du mouvement. Les symptômes négatifs (fonctionnement anormal des émotions et du comportement) comprennent, entre autres, l'apathie affective et l'anhédonie. Les symptômes cognitifs comprennent des problèmes de fonctionnement exécutif, d'attention et de mémoire.
Antonin Artaud, fondateur du mouvement du Théâtre de la Cruauté, est un artiste connu pour sa schizophrénie. Dans « Folie et modernisme » (1992), le psychologue clinicien Louis A. Sass a noté que de nombreux traits communs à la schizophrénie – en particulier la fragmentation, le défi à l’autorité et la multiplicité des points de vue – se trouvent également être des caractéristiques déterminantes de l’art moderne.
Cependant, il a été constaté que les personnes atteintes de ce trouble sont plus créatives avant ou après les périodes d’activité, et non pendant celles-ci.
Plusieurs études ont étudié le lien entre la diminution de l'inhibition latente et la psychopathologie de la schizophrénie en phase aiguë. Cela suggère une corrélation entre psychopathologie et créativité, mais ne doit pas être interprété comme une relation de cause à effet.

## Trouble bipolaire
Il y a tout un éventail de types de troubles bipolaires. Les individus atteints de Trouble Bipolaire I peuvent traverser des épisodes de manie et de dépression avec des périodes de calmes entre les épisodes. La sévérité des épisodes de manie peuvent signifier que la personne est sérieusement handicapée et incapable d'exprimer les perceptions et les fuites d'idées et pensées accrues de manière concrète.
Les individus atteints de Troubles Bipolaires de type II traversent des périodes moins intenses d'hypomanie au cours desquelles la fuite d'idées, des processus de réflexion plus rapides et une capacité à engranger plus d'informations peuvent être convertis en art, poésie ou design.

### Psychopathologie
Il se peut que de nombreux grands noms de l'Histoire nés avec un talent créatif étaient atteints de trouble bipolaire. Ludwig van Beethoven, Virginia Woolf, Ernest Hemingway, Isaac Newton, Judy Garland et Robert Schumann sont des exemples de personnalités ayant présenté des troubles de l'humeur au cours de leur vie. Dans de nombreux cas, créativité et psychopathologie partagent des points communs, tels qu'une tendance à thinking outside the box (équivalent anglais de sortir des sentiers battus), des fuites d'idées, l'accélération de la réflexion et une perception accrue des stimuli visuels, auditifs et somatiques.

### Émotions
De nombreuses personnes atteintes de trouble bipolaire peuvent ressentir des émotions intenses aussi bien lors des phases dépressives que maniaques, ce qui potentiellement pourrait contribuer à la créativité. L'(hypo)manie réduisant l'inhibition sociale, les artistes s'avèrent souvent être audacieux et téméraires. De ce fait, les créateurs montrent des caractéristiques souvent associés au trouble psychique. La fréquence et l'intensité de ces symptômes semblent varier en fonction de la magnitude et du domaine de réalisation créative. Cependant, ces symptômes ne sont pas équivalents à la véritable psychopathologie d'un épisode maniaque clinique, lesquels, par définition, entraînent une déficience importante.

### Diagnostics posthumes
Des individus créatifs ont été diagnostiqués de façon posthume comme souffrant d'un trouble bipolaire ou undipolaire, basé sur des biographies, lettres, courriers, récits contemporains, ou autre matériel anecdotique, notamment dans Touched with Fire de K. R. Jamison. Cette œuvre présente l'argument que le trouble bipolaire, et plus généralement les troubles affectifs, peuvent être présents dans un nombre disproportionné d'individus dans les professions créatives comme les acteurs, artistes, comédiens, musiciens, auteurs et poètes.

### Corrélation positive
Plusieurs études récentes ont suggeré une corrélation positive entre la créativité et le trouble bipolaire, bien que la relation entre les deux est peu claire,,. Le tempérament peut être un facteur critique au sens empirique du terme.

### Autres études
Une étude faite en 2005 à l'Université de Médecine de Stanford a mesuré la créativité en montrant à des enfants des visages plus ou moins complexes et symétriques et leur demandant s'ils leur plaisaient ou non. L'étude a montré pour la première fois qu'un échantillon d'enfants qui présentent ou ont un risque de présenter un trouble bipolaire ont plus tendance à ne pas aimer les symboles simples ou symétriques. Les enfants de parents bipolaires qui ne sont pas bipolaires eux-mêmes ont aussi eu tendance à moins aimer de telles images.

## Points de vue culturels modernes
Le livre Tortured Artists (littéralement Artistes torturés), paru en 2012, écrit par le journaliste des arts américain Christopher Zara, montre la nature universelle du stéréotype de l'artiste torturé et comment il s'applique à toutes les disciplines créatives, le domaine du cinéma, du théâtre, de la littérature, de la musique, et des arts visuels. Les artistes présentés dans le livre ont fait des contributions majeures dans leurs domaines respectifs (Charles Schulz, Charlie Parker, Lenny Bruce, Michelangelo, Madonna, Andy Warhol, Amy Winehouse, et des dizaines d'autres). Dans chaque cas, l'auteur tente d'établir une connexion entre l'art et la souffrance personnelle de l'artiste.

## Personnages marquants
James Joyce a eu une fille atteinte de schizophrénie et présentait des traits schizotypiques. Albert Einstein a eu un enfant atteint de schizophrénie et était en quelque sorte schizotypique et excentrique. Bertrand Russell avait de nombreux membres de sa famille atteints de schizophrénie ou psychose : sa tante, son oncle, son fils et sa petite fille. Il est possible que Winston Churchill, Vincent van Gogh et Edgar Allan Poe aient été atteints de trouble bipolaire.[réf. nécessaire]
Le roman de Joanne Greenberg Jamais je ne t'ai promis un jardin de roses est un récit autobiographique de ses années ado à Chestnut Lodge, lorsqu'elle travaillait avec Dr Frieda Fromm-Reichmann. À l'époque, elle a été diagnostiquée schizophrénique, même si deux psychiatres qui ont examiné son auto-description dans son livre en 1981 en ont conclu qu'elle n'était pas schizophrène, mais était atteinte de dépression et de trouble de somatisation.
La narration met constamment en opposition le trouble psychique du protagoniste et son habileté artistique. Greenberg est inflexible sur le fait que ses aptitudes créatives ont émergé en dépit de, et non grâce à, son état.
Lizz Brady est une artiste contemporaine qui a fait des travaux sur ses expériences avec le quasi-trouble de la personnalité. Elle a fondé le projet Broken Grey Wires, qui s'intéresse à la relation entre l'art contemporain et la santé mentale.